# Sydney Pierrepont (3e comte Manvers)
Sydney William Herbert Pierrepont, 3e comte Manvers (12 mars 1826 - 16 janvier 1900) est un noble et homme politique britannique.

## Biographie
Né à Holme Pierrepont, il est le deuxième fils survivant de Charles Pierrepont (2e comte Manvers). Diplômé du Collège d'Eton, il entre à Christ Church, Oxford en 1843 et obtient son baccalauréat en 1846. Pendant ses études, il est nommé premier lieutenant dans la cavalerie de Nottinghamshire Yeomanry (Sherwood Rangers) en 1844.
Il est titré vicomte Newark après la mort de son frère aîné en 1850. En 1851, il est nommé capitaine dans la cavalerie Yeomanry du sud du Nottinghamshire, et en 1852, est élu sans opposition comme député conservateur pour le sud du Nottinghamshire. Il est nommé lieutenant adjoint du Nottinghamshire en 1854. Il siège pour le sud du Nottinghamshire jusqu'en 1860, date à laquelle il succède à son père en tant que comte Manvers. Il est nommé lieutenant-colonel commandant de son régiment de Yeomanry en 1868 et colonel honoraire du régiment en 1879.

## Famille et enfants
Il épouse Georgine Jane Elizabeth Fanny de Franquetot, seconde fille de Gustave, duc de Coigny en 1852. Ils ont cinq enfants: 
- Emily Annora Charlotte Pierrepont (16 mars 1853 - 11 mai 1935), épouse Frederick Lygon (6e comte Beauchamp) en 1878
- Charles Pierrepont (4e comte Manvers) (1854-1926)
- Evelyn Henry Pierrepont (1856-1926), épouse Sophia Arkwright. Leur fils aîné est Gervas Pierrepont (6e comte Manvers).
- Henry Sydney Pierrepont (1863–1883)
- Mary Augusta Pierrepont (1865-1917), épouse John Peter Grant en 1899